# Simon II de Clefmont
Pour les articles homonymes, voir Simon II.
Simon II de Clefmont (né vers 1070 - † après  1130) est comte de Clefmont au début du XIIe siècle. Il est le fils de Simon Ier de Clefmont, comte de Clefmont, et de Lucerna de Laferté-sur-Aube.

## Biographie
Du vivant de son père, il accompagne Simon de Bar-sur-Aube, comte de Laferté-sur-Aube et probablement son cousin ou oncle (sa mère est issue de la famille de Laferté-sur-Aube), combattre en Italie aux côtés de Robert Guiscard de Hauteville lors de la création du royaume de Sicile. Là-bas, il prend également part aux négociations entre les normands et le pape Grégoire VII, qu'il aurait terminé seul après le décès de Simon de Bar-sur-Aube.
Selon certains historiens du XIXe siècle, c'est probablement en Italie qu'il épouse une femme de la famille de Robert Guiscard en la personne d'Agnès de Roucy, fille d'Ebles II de Roucy, comte de Roucy, et de Sibylle de Hauteville, elle-même fille de Robert Guiscard. C'est très certainement à la suite de ce mariage et de la renommée du chef normand qu'il donnera à son fils aîné le prénom Robert Guiscard.
Puis, il rentre à Clefmont afin de succéder à son père et de prendre possession des domaines familiaux. Il aurait ramené d'Italie toute une cour comprenant plusieurs Normands qui ont été désignés comme témoins dans quelques chartes.
En 1121, il offre à des moines de l'abbaye de Morimond des terres sur les bords de la Rognon afin d'y fonder l'abbaye de La Crête,. Il leur donne également par la suite des droits de pêche et de pâturage sur certaines de ses terres,.

## Mariage et enfants
Avant 1119, il épouse Agnès de Roucy, veuve de Godefroy de Ribemont dont elle a eu un enfant. Elle est fille d'Ebles II de Roucy, comte de Roucy, et de Sibylle de Hauteville. Il a un enfant avec Agnès de Roucy :
- Robert Wichard de Clefmont, qui succède à son père.

## Source
- Marie Henry d'Arbois de Jubainville, Histoire des Ducs et Comtes de Champagne, 1865.
- Émile Jolibois, La Haute-Marne ancienne et moderne, 1858.
- L'abbé Roussel, Le diocèse de Langres : histoire et statistique, 1875.